# Bucyń
Bucyń (ukr. Буцинь) – wieś na Ukrainie w rejonie kowelskim, obwodu wołyńskiego. W 2001 r. liczyła 1168 mieszkańców.
Do 2020 w rejonie starowyżewskim.